# Temporada da Indy Lights de 1995
Essa foi a 10° temporada do campeonato.

## Equipes e pilotos
Este gráfico reflete apenas as combinações confirmadas e citadas de piloto, motor e equipe.
| Equipe                       | Chassis | Motor     | Pneus | No. | Piloto(s)             | Etapa(s) |
| ---------------------------- | ------- | --------- | ----- | --- | --------------------- | -------- |
| Forsythe Championship Racing | Wildcat | Chevrolet | F     | 99  | Greg Moore            | Todas    |
| Forsythe Championship Racing | Wildcat | Chevrolet | F     | 33  | Claude Bourbonnais    |          |
| Dorricott Racing             | Wildcat | Honda     | F     | 1   | Robbie Buhl           | Todas    |
| Dorricott Racing             | Wildcat | Honda     | F     | 42  | Bob Dorricott Jr      |          |
| Stewart Racing               | Wildcat | Chevrolet | F     | 6   | Affonso Giaffone      | Todas    |
| Stewart Racing               | Wildcat | Chevrolet | F     | 5   | Nick Firestone        | Todas    |
| Summitt Entertainment        | Wildcat | Honda     | F     | 9   | Doug Boyer            | Todas    |
| Summitt Entertainment        | Wildcat | Honda     | F     | 24  | Aaron Hsu             |          |
| Leading Edge Racing          | Wildcat | Honda     | F     | 10  | Pedro Chaves          | Todas    |
| Leading Edge Racing          | Wildcat | Honda     | F     | 48  | Mark Hotchkis         | Todas    |
| Bradley Motorsports          | Wildcat | Chevrolet | F     | 88  | Buzz Calkins          | Todas    |
| Bradley Motorsports          | Wildcat | Chevrolet | F     | 37  | Chris Smith           |          |
| Arizona Motorsports          | Wildcat | Chevrolet | F     | 47  | Jeff Ward             |          |
| Arizona Motorsports          | Wildcat | Chevrolet | F     | 15  | Jeff Andretti         |          |
| Genoa Racing                 | Wildcat | Chevrolet | F     | 3   | David DeSilva         | Todas    |
| Genoa Racing                 | Wildcat | Chevrolet | F     | 8   | Gianfranco Cané       |          |
| Team Medlin                  | Wildcat | Chevrolet | F     | 43  | Alex Padilla          |          |
| Team Medlin                  | Wildcat | Chevrolet | F     | 77  | Mike Borkowski        |          |
| PacWest Racing               | Wildcat | Honda     | F     | 34  | Niko Palhares         |          |
| PacWest Racing               | Wildcat | Honda     | F     | 36  | David Donohue         |          |
| Team Green                   | Wildcat | Honda     | F     | 38  | Bertrand Godin        |          |
| Team Green                   | Wildcat | Honda     | F     | 32  | Trevor Seibert        |          |
| Dick Simon Racing            | Wildcat | Chevrolet | F     | 17  | Diego Guzman          | Todas    |
| Dick Simon Racing            | Wildcat | Chevrolet | F     | 4   | Davey Hamilton        |          |
| McCormack Racing             | Wildcat | Chevrolet | F     | 14  | José Luis Di Palma    |          |
| McCormack Racing             | Wildcat | Chevrolet | F     | 41  | Akira Ishikawa        |          |
| Walker Racing                | Wildcat | Chevrolet | F     | 12  | Bob Reid              | Todas    |
| Walker Racing                | Wildcat | Chevrolet | F     | 22  | David LaCroix         | Todas    |
| Tasman Motorsports           | Wildcat | Chevrolet | F     | 11  | Juan Carlos Carbonell |          |
| Tasman Motorsports           | Wildcat | Chevrolet | F     | 98  | Peter Faucetta Jr     | Todas    |
| Sotare Motorsports           | Wildcat | Chevrolet | F     | 18  | Beaux Barfield        |          |
| Sotare Motorsports           | Wildcat | Chevrolet | F     | 19  | Zak Brown             |          |
| Breezley Motorsports         | Wildcat | Chevrolet | F     | 20  | Jack Miller           |          |
| Breezley Motorsports         | Wildcat | Chevrolet | F     | 21  | Harry Puterbaugh      |          |
| TransAtlantic Racing         | Wildcat | Chevrolet | F     | 52  | Chris Simmons         |          |
| TransAtlantic Racing         | Wildcat | Chevrolet | F     | 51  | Enrique Contreras     |          |
| K.O.T. Racing                | Wildcat | Chevrolet | F     | 95  | Rick Hill             |          |
| K.O.T. Racing                | Wildcat | Chevrolet | F     | 62  | Cameron Binder        |          |
| Super Nova Racing            | Wildcat | Chevrolet | F     | 31  | Paul Dallenbach       |          |
| Super Nova Racing            | Wildcat | Chevrolet | F     | 71  | Sohrab Amirsardari    |          |

## Calendário
| #  | Data           | Grande Prêmio       | Circuito                                 | Local                         |
| -- | -------------- | ------------------- | ---------------------------------------- | ----------------------------- |
| 1  | 5 de Março     | GP da Flórida       | R Tamiami Park                           | Miami, Flórida                |
| 2  | 2 de Abril     | GP de Phoenix       | O Phoenix International Raceway          | Phoenix, Arizona              |
| 3  | 9 de Abril     | GP de Long Beach    | R Ruas de Long Beach                     | Long Beach, Califórnia        |
| 4  | 23 de Abril    | GP de Nazareth      | O Nazareth Speedway                      | Nazareth, Pensilvânia         |
| 5  | 4 de Junho     | GP de Milwaukee     | O Milwaukee Mile                         | Milwaukee, Wisconsin          |
| 6  | 11 de Junho    | GP de Detroit       | R Renaissance Center                     | Detroit, Michigan             |
| 7  | 25 de Junho    | GP de Portland      | R Portland International Raceway         | Portland, Oregon              |
| 8  | 16 de Julho    | GP de Toronto       | R Circuito de Rua de Toronto             | Toronto, Ontário              |
| 9  | 23 de Julho    | GP de Cleveland     | R Aeroporto de Cleveland Burke Lakefront | Cleveland, Ohio               |
| 10 | 20 de Agosto   | GP de New Hampshire | O New Hampshire Motor Speedway           | Loudon, Nova Hampshire        |
| 11 | 3 de Setembro  | GP de Vancouver     | R Ruas de Vancouver                      | Vancouver, Colúmbia Britânica |
| 12 | 10 de Setembro | GP de Laguna Seca   | R Laguna Seca Raceway                    | Monterey, Califórnia          |

## Resultados
| #  | Grande Prêmio       | Pole position      | Volta mais rápidas | Vencedores   | Vencedores                   | Info   |
| #  | Grande Prêmio       | Pole position      | Volta mais rápidas | Piloto       | Equipe                       | Info   |
| -- | ------------------- | ------------------ | ------------------ | ------------ | ---------------------------- | ------ |
| 1  | GP da Flórida       | Greg Moore         | Greg Moore         | Greg Moore   | Forsythe Championship Racing | [ 5 ]  |
| 2  | GP de Phoenix       | Claude Bourbonnais | Robbie Buhl        | Greg Moore   | Forsythe Championship Racing | [ 6 ]  |
| 3  | GP de Long Beach    | Greg Moore         | Greg Moore         | Greg Moore   | Forsythe Championship Racing | [ 7 ]  |
| 4  | GP de Nazareth      | Bob Dorricott Jr   | Robbie Buhl        | Greg Moore   | Forsythe Championship Racing | [ 8 ]  |
| 5  | GP de Milwaukee     | Robbie Buhl        | Greg Moore         | Greg Moore   | Forsythe Championship Racing | [ 9 ]  |
| 6  | GP de Detroit       | Robbie Buhl        | Robbie Buhl        | Robbie Buhl  | Dorricott Racing             | [ 10 ] |
| 7  | GP de Portland      | Greg Moore         | Affonso Giaffone   | Greg Moore   | Forsythe Championship Racing | [ 11 ] |
| 8  | GP de Toronto       | Greg Moore         | Greg Moore         | Greg Moore   | Forsythe Championship Racing | [ 12 ] |
| 9  | GP de Cleveland     | Greg Moore         | Greg Moore         | Greg Moore   | Forsythe Championship Racing | [ 13 ] |
| 10 | GP de New Hampshire | Robbie Buhl        | Claude Bourbonnais | Greg Moore   | Forsythe Championship Racing | [ 14 ] |
| 11 | GP de Vancouver     | Greg Moore         | Affonso Giaffone   | Pedro Chaves | Leading Edge Racing          | [ 15 ] |
| 12 | GP de Laguna Seca   | Greg Moore         | Greg Moore         | Greg Moore   | Forsythe Championship Racing | [ 16 ] |

## Classificação Final

### Resultado após doze etapas
Para cada corrida os pontos foram premiados: 20 pontos para o vencedor, 16 para o vice-campeão, 14 para o terceiro lugar, 12 para o quarto lugar, 10 para o quinto lugar, 8 para o sexto lugar, 6 sétimo, diminuindo para 1 ponto 12º lugar. Pontos adicionais foram concedidos ao vencedor da pole (1 ponto) e ao piloto que liderou a maioria das voltas (1 ponto).
| #  | Piloto                | FLO | PHO | LBE | NAZ | MIL | DET | POR | TOR | CLE | NHA | VAN | LAG | Pts |
| -- | --------------------- | --- | --- | --- | --- | --- | --- | --- | --- | --- | --- | --- | --- | --- |
| 1  | Greg Moore            | 1   | 1   | 1   | 1   | 1   | 2   | 1   | 1   | 1   | 1   | 5   | 1   | 242 |
| 2  | Robbie Buhl           | 4   | 2   | 2   | 3   | 4   | 1   | 12  | 2   | RET | 3   | 3   | RET | 140 |
| 3  | Affonso Giaffone      | 8   | 5   | RET | 2   | 2   | 5   | 2   | 4   | RET | 6   | 4   | 2   | 122 |
| 4  | Doug Boyer            | 5   | 4   | RET | 5   | 9   | 8   | 8   | 3   | 3   | 9   | 2   | 3   | 108 |
| 5  | Pedro Chaves          | 3   | 14  | 5   | 9   | 10  | RET | 6   | RET | 2   | 4   | 1   | 4   | 99  |
| 6  | Buzz Calkins          | 9   | 3   | RET | 4   | 3   | 7   | 5   | 8   | 5   | RET | 11  | 13  | 77  |
| 7  | Mark Hotchkis         | RET | 7   | RET | RET | 5   | 10  | 9   | 6   | 4   | 5   | 13  | 9   | 57  |
| 8  | Jeff Ward             | 2   | 12  | 7   | 7   | 6   | 3   | 14  | RET | 11  | DNS |     | 10  | 56  |
| 9  | Nick Firestone        | 10  | 11  | 12  | RET | 15  | 4   | 3   | RET | 10  | 10  | 9   | 5   | 52  |
| 10 | David DeSilva         | RET | 16  | 3   | RET | 7   | 11  | RET | 9   | 9   | 11  | 12  | RET | 33  |
| 11 | Alex Padilla          | 11  | 15  | 4   | 6   |     |     | RET |     |     | DNS | 6   | 11  | 32  |
| 12 | Mike Borkowski        |     |     |     | 11  | 8   | 9   | 4   | 10  | 8   |     |     |     | 31  |
| 13 | Claude Bourbonnais    | 7   | RET | RET | DNS |     |     |     |     |     | 2   | RET | 7   | 29  |
| 14 | Diego Guzman          | RET | RET | RET | 8   | 13  | 6   | RET | RET | 7   | DNS | 8   | 8   | 29  |
| 15 | José Luis Di Palma    | 5   |     |     |     |     | 13  | 7   | 5   | 15  | 13  | RET | RET | 24  |
| 16 | Bertrand Godin        |     |     |     |     |     | 14  | 11  | 7   | 6   |     |     |     | 16  |
| 17 | Trevor Seibert        |     |     |     |     | DNS |     |     | RET | RET | 8   | 10  | 6   | 16  |
| 18 | Bob Reid              | 16  | 19  | 6   | 14  | 14  | 16  | 13  | 14  | 13  | 14  | 7   | 12  | 15  |
| 19 | Jeff Andretti         | 15  | DNS | RET | 10  | RET | 12  |     | 11  | RET | 7   |     |     | 12  |
| 20 | Niko Palhares         | 12  | 6   | RET | 13  |     |     | RET |     |     |     |     |     | 9   |
| 21 | Peter Faucetta Jr     | RET | RET | 9   | RET | 12  | 15  | RET | 12  | 12  | 12  | 17  | 19  | 8   |
| 22 | David LaCroix         | DNS | 10  | 14  | 12  | RET | 20  | 10  | RET | RET | DNS | 15  | 18  | 7   |
| 23 | Beaux Barfield        |     | 8   | RET |     |     |     |     |     |     |     |     |     | 5   |
| 24 | Enrique Contreras     | 13  |     | 8   |     |     | RET |     |     | 14  |     | 18  | RET | 5   |
| 25 | Juan Carlos Carbonell | 19  | 9   |     |     |     |     |     |     |     |     |     |     | 4   |
| 26 | Akira Ishikawa        |     |     | 10  |     |     |     |     |     |     |     |     |     | 3   |
| 27 | Bob Dorricott Jr      | RET |     | RET | RET | 11  | 17  | RET | 13  | 16  | DNS | 16  | RET | 3   |
| 28 | David Donohue         |     |     | 11  | DNS |     | 18  |     | 16  | RET | RET |     |     | 2   |
| 29 | Jack Miller           | 18  | 13  | RET | RET | 17  | 19  | RET | 15  | 17  | DNS |     |     | 0   |
| 30 | Rick Hill             |     | 18  | 13  |     |     |     |     |     |     |     |     |     | 0   |
| 31 | Paul Dallenbach       |     |     |     |     |     |     |     |     |     |     | 14  | 16  | 0   |
| 32 | Chris Simmons         | 14  | DNS |     |     |     |     |     |     |     |     |     |     | 0   |
| 33 | Gianfranco Cané       |     |     |     |     |     |     |     |     |     |     |     | 14  | 0   |
| 34 | Harry Puterbaugh      |     | 17  |     | DNS | 16  |     | 15  |     |     | RET |     |     | 0   |
| 35 | Chris Smith           |     |     |     |     |     |     |     |     |     |     |     | 15  | 0   |
| 36 | Cameron Binder        | 17  |     |     |     |     |     | RET | RET |     |     | RET | RET | 0   |
| 37 | Sohrab Amirsardari    |     |     |     |     |     |     |     | 17  |     |     |     |     | 0   |
| 38 | Zak Brown             |     |     |     |     |     |     |     |     |     |     | RET | 17  | 0   |
| 39 | Aaron Hsu             |     |     |     |     |     |     |     |     |     |     |     | RET | 0   |
| 40 | Davey Hamilton        |     | DNS |     |     |     |     |     |     |     |     |     |     | 0   |
| #  | Piloto                | STP | PHX | LBH | ALA | IMS | TEX | ROA | IOW | TOR | MDO | POC | GAT | Pts |

| #  | Piloto                | FLO | PHO | LBE | NAZ | MIL | DET | POR | TOR | CLE | NHA | VAN | LAG | Pts |
| -- | --------------------- | --- | --- | --- | --- | --- | --- | --- | --- | --- | --- | --- | --- | --- |
| 1  | Greg Moore            | 1   | 1   | 1   | 1   | 1   | 2   | 1   | 1   | 1   | 1   | 5   | 1   | 242 |
| 2  | Robbie Buhl           | 4   | 2   | 2   | 3   | 4   | 1   | 12  | 2   | RET | 3   | 3   | RET | 140 |
| 3  | Affonso Giaffone      | 8   | 5   | RET | 2   | 2   | 5   | 2   | 4   | RET | 6   | 4   | 2   | 122 |
| 4  | Doug Boyer            | 5   | 4   | RET | 5   | 9   | 8   | 8   | 3   | 3   | 9   | 2   | 3   | 108 |
| 5  | Pedro Chaves          | 3   | 14  | 5   | 9   | 10  | RET | 6   | RET | 2   | 4   | 1   | 4   | 99  |
| 6  | Buzz Calkins          | 9   | 3   | RET | 4   | 3   | 7   | 5   | 8   | 5   | RET | 11  | 13  | 77  |
| 7  | Mark Hotchkis         | RET | 7   | RET | RET | 5   | 10  | 9   | 6   | 4   | 5   | 13  | 9   | 57  |
| 8  | Jeff Ward             | 2   | 12  | 7   | 7   | 6   | 3   | 14  | RET | 11  | DNS |     | 10  | 56  |
| 9  | Nick Firestone        | 10  | 11  | 12  | RET | 15  | 4   | 3   | RET | 10  | 10  | 9   | 5   | 52  |
| 10 | David DeSilva         | RET | 16  | 3   | RET | 7   | 11  | RET | 9   | 9   | 11  | 12  | RET | 33  |
| 11 | Alex Padilla          | 11  | 15  | 4   | 6   |     |     | RET |     |     | DNS | 6   | 11  | 32  |
| 12 | Mike Borkowski        |     |     |     | 11  | 8   | 9   | 4   | 10  | 8   |     |     |     | 31  |
| 13 | Claude Bourbonnais    | 7   | RET | RET | DNS |     |     |     |     |     | 2   | RET | 7   | 29  |
| 14 | Diego Guzman          | RET | RET | RET | 8   | 13  | 6   | RET | RET | 7   | DNS | 8   | 8   | 29  |
| 15 | José Luis Di Palma    | 5   |     |     |     |     | 13  | 7   | 5   | 15  | 13  | RET | RET | 24  |
| 16 | Bertrand Godin        |     |     |     |     |     | 14  | 11  | 7   | 6   |     |     |     | 16  |
| 17 | Trevor Seibert        |     |     |     |     | DNS |     |     | RET | RET | 8   | 10  | 6   | 16  |
| 18 | Bob Reid              | 16  | 19  | 6   | 14  | 14  | 16  | 13  | 14  | 13  | 14  | 7   | 12  | 15  |
| 19 | Jeff Andretti         | 15  | DNS | RET | 10  | RET | 12  |     | 11  | RET | 7   |     |     | 12  |
| 20 | Niko Palhares         | 12  | 6   | RET | 13  |     |     | RET |     |     |     |     |     | 9   |
| 21 | Peter Faucetta Jr     | RET | RET | 9   | RET | 12  | 15  | RET | 12  | 12  | 12  | 17  | 19  | 8   |
| 22 | David LaCroix         | DNS | 10  | 14  | 12  | RET | 20  | 10  | RET | RET | DNS | 15  | 18  | 7   |
| 23 | Beaux Barfield        |     | 8   | RET |     |     |     |     |     |     |     |     |     | 5   |
| 24 | Enrique Contreras     | 13  |     | 8   |     |     | RET |     |     | 14  |     | 18  | RET | 5   |
| 25 | Juan Carlos Carbonell | 19  | 9   |     |     |     |     |     |     |     |     |     |     | 4   |
| 26 | Akira Ishikawa        |     |     | 10  |     |     |     |     |     |     |     |     |     | 3   |
| 27 | Bob Dorricott Jr      | RET |     | RET | RET | 11  | 17  | RET | 13  | 16  | DNS | 16  | RET | 3   |
| 28 | David Donohue         |     |     | 11  | DNS |     | 18  |     | 16  | RET | RET |     |     | 2   |
| 29 | Jack Miller           | 18  | 13  | RET | RET | 17  | 19  | RET | 15  | 17  | DNS |     |     | 0   |
| 30 | Rick Hill             |     | 18  | 13  |     |     |     |     |     |     |     |     |     | 0   |
| 31 | Paul Dallenbach       |     |     |     |     |     |     |     |     |     |     | 14  | 16  | 0   |
| 32 | Chris Simmons         | 14  | DNS |     |     |     |     |     |     |     |     |     |     | 0   |
| 33 | Gianfranco Cané       |     |     |     |     |     |     |     |     |     |     |     | 14  | 0   |
| 34 | Harry Puterbaugh      |     | 17  |     | DNS | 16  |     | 15  |     |     | RET |     |     | 0   |
| 35 | Chris Smith           |     |     |     |     |     |     |     |     |     |     |     | 15  | 0   |
| 36 | Cameron Binder        | 17  |     |     |     |     |     | RET | RET |     |     | RET | RET | 0   |
| 37 | Sohrab Amirsardari    |     |     |     |     |     |     |     | 17  |     |     |     |     | 0   |
| 38 | Zak Brown             |     |     |     |     |     |     |     |     |     |     | RET | 17  | 0   |
| 39 | Aaron Hsu             |     |     |     |     |     |     |     |     |     |     |     | RET | 0   |
| 40 | Davey Hamilton        |     | DNS |     |     |     |     |     |     |     |     |     |     | 0   |
| #  | Piloto                | STP | PHX | LBH | ALA | IMS | TEX | ROA | IOW | TOR | MDO | POC | GAT | Pts |

| Cor             | Resultado                            |
| --------------- | ------------------------------------ |
| Ouro            | Vencedor                             |
| Prata           | 2º lugar                             |
| Bronze          | 3º lugar                             |
| Verde           | 4º e 5º lugares                      |
| Azul claro      | 6º–10º lugares                       |
| Azul escuro     | Completou a corrida (fora do Top 10) |
| Roxo            | Não completou a corrida              |
| Vermelho        | Não se classificou (NQ)              |
| Marrom          | Retirou-se da corrida (Wth)          |
| Preto           | Desclassificado (DSQ)                |
| Vermelho escuro | Não largou (DNS)                     |
| Vermelho escuro | Abandonou a corrida (C)              |
| Vazio           | Não participou                       |